# Star-Lord
Pour le jeu vidéo de 1994, voir Starlord.
Peter Quill, alias Star-Lord est un super-héros évoluant dans l'univers Marvel de la maison d'édition Marvel Comics. Créé par le scénariste Steve Englehart et le dessinateur Steve Gan (en), le personnage de fiction apparaît pour la première fois dans le comic book Marvel Preview #4 en janvier 1976.

## Biographie du personnage

### Origines
L'enfance de Peter Quill est très peu connue. Son véritable géniteur est Jason de Spartoi, un alien humanoïde dont le vaisseau s'est écrasé sur Terre, dans le Colorado. Il a une relation avec une Terrienne, Meredith Quill. Un an plus tard Jason doit repartir et promet de revenir une fois la guerre finie. Ce n'est pas sans réticences que Jason part, il sait que Meredith attend un enfant de lui. Moins d’un mois plus tard, Meredith épousait son ami d’enfance, Jake. On sait que la nuit de la naissance de Peter, Jake tente de le tuer, pensant qu'il n'était pas de lui. L'homme meurt alors subitement d'une crise cardiaque. Sa mère l’élève jusqu'à ses 11 ans. Elle se fait tuer par un alien envoyé par son oncle, un Spartoi désirant s'emparer du trône. Il grandit dans un orphelinat et devient ensuite un élève astronaute de la NASA.
Il est plus tard sélectionné par des extra-terrestres pour devenir le Star-Lord, champion galactique. Il retrouve son oncle et l'assassin de sa mère et se venge en les tuant. Il retrouve aussi son père, devenu Empereur et entre en possession d'un vaisseau intelligent.
Des années plus tard, Star-Lord affronta le Déchu, un des Hérauts de Galactus. Il échappe de peu à la mort, mais son vaisseau explose. À la fin du combat, le Déchu et le héros sont conduits au Kyln, une prison de haute sécurité intergalactique.

### Contre la vague d'Annihilation
Star-Lord fut l'un des personnages principaux du crossover Annihilation (en). Il aide Nova et la Résistance à vaincre le tyran Annihilus.
Il devient par la suite chef des Gardiens de la Galaxie.

### Un cheval de Troie involontaire
Devenu un héros de la Résistance, Star-Lord est nommé conseiller de la sécurité sur Hala, la planète-capitale des Krees.
Alors qu'il prépare le déploiement d'un réseau de défense, ses alliés les Chevaliers de l'Espace montrent leurs véritables visages : des victimes assujetties à la Phalanx, une race techno-organique. Il est d'un certain côté celui qui avait permis à l'ennemi de s'infiltrer et qui a provoqué la Conquête menée secrètement par Ultron. Même si les Phalanx sont finalement battus, Peter Quill s'en voudra beaucoup.

### Disparu
À la suite de l'invasion Skrull sur Terre, Star-Lord est abandonné par certains de ses équipiers quand ils apprennent qu'il avait demandé à Mantis de les « adoucir » mentalement. De retour sur Hala, il entre en conflit avec Ronan l'Accusateur, qui l'expédie dans la Zone négative.

### L'abysse
Cependant, il arrive à reformer l'équipe afin de faire face à la guerre Kree / Shi'ar qui menace de créer une faille qui détruirait l'univers. En effet les Krees, nouvellement menés par la famille royale inhumaine (Flèche noire, Gorgone, Crystal...), ont en leur possession une bombe qui, à cause de l'affaiblissement du tissu de la réalité dû aux deux guerres d'invasion, peut créer une faille qui pourrait détruire l'univers. Incapable d’empêcher l'utilisation de la bombe, Star-Lord et son équipe arrivent à stopper l’expansion de l'abysse grâce à l'aide de leurs alliés temporaires, l'équipe des gardiens de la galaxie venue du futur.

### L'Imperatif Thanos
Dans l'histoire The Thanos Imperative, l'abysse toujours ouvert mène à un univers où la Mort (l'entité cosmique qui apparaît régulièrement dans l'univers Marvel) a été vaincue. Rien ne peut donc plus mourir, c'est le « Cancerverse ».
Une invasion menée par le Mar-vell (ou Captain Marvel) du Cancerverse, héraut de la Vie (en opposition à Thanos, le héraut de la Mort), s’écrase sur les défenses préparées par la coalition Kree / Shi'ar / Blastaar (Roi de la zone négative) de l'univers. Cependant, et malgré l'aide d'Éternels, de Galactus et de ses hérauts, la bataille commence rapidement à tourner en faveur de Mar-vell et du Cancerverse.
L'équipe de Star-Lord, assistée de Thanos, nouvellement ressuscité, s'introduit dans le Cancerverse, affrontant une version corrompue des Vengeurs (les Revengers). La seule solution pour annihiler cet univers malade est d'y faire revenir la Mort. Or, la seule personne pour qui elle se déplacerait en personne au moment du trépas est Thanos. Ce dernier se laisse donc transpercer par l'épée de Mar-Vell, revenu de notre univers pour le combattre, pour que sa bien-aimée le rejoigne et mette fin au Cancerverse.
Thanos survit mais, éconduit par la Mort, entre dans une rage folle et jure de tout détruire en son nom. Tandis que le Cancerverse s'effondre et vit ses derniers instants, Star-Lord renvoie les gardiens dans leur univers et reste en retrait avec Nova pour retenir Thanos. Ils sont tous trois déclarés morts une fois l'abysse refermée et le Cancerverse définitivement détruit.

## Pouvoirs, capacités et équipement
Peter Quill est un hybride terrien-spartoi, une race extraterrestre semblable aux humains. Il possède une force au corps à corps semblable à celle de Thanos, grâce à sa gemme et ses pouvoirs régénérants.
En complément de ses pouvoirs, c'est un combattant entraîné aussi bien au corps-à-corps qu'avec les armes blanches.
- Star-Lord possède une combinaison et un casque à visière qui le protège sommairement des lasers et des fortes températures. Le masque peut rendre la combinaison totalement hermétique et possède une réserve d'oxygène qui lui permet donc de survivre dans le vide de l'espace.
- Il utilise fréquemment un pistolet au combat, et est d'ailleurs un bon tireur.

## Version alternative
Dans les films de l'univers cinématographique Marvel, Peter Quill est le fils de Meredith Quill et d’Ego, la planète vivante.
À la mort de sa mère, il est récupéré par Yondu et les Ravageurs qui étaient payés pour le livrer à son père, mais ils décidèrent de le garder, Yondu ayant fini par découvrir le sort que réservait Ego à ses enfants. N'ayant que 11 ans, il pouvait plus facilement passer dans des passages étroits. Adulte, Peter fondera les Gardiens de la Galaxie avec Rocket, Gamora, Drax le Destructeur et Groot.
Dans l'épisode 2, saison 1, de la série What If...?, partie intégrante de l'univers cinématographique Marvel, T'Challa (Black Panther) est enlevé à la place de Peter Quill, et devient Star-Lord à sa place.

## Apparitions dans d'autres médias
Sauf indication contraire, les informations mentionnées dans cette section peuvent être confirmées par la base de données cinématographiques IMDb,  présente dans la section « Liens externes ».

### Cinéma

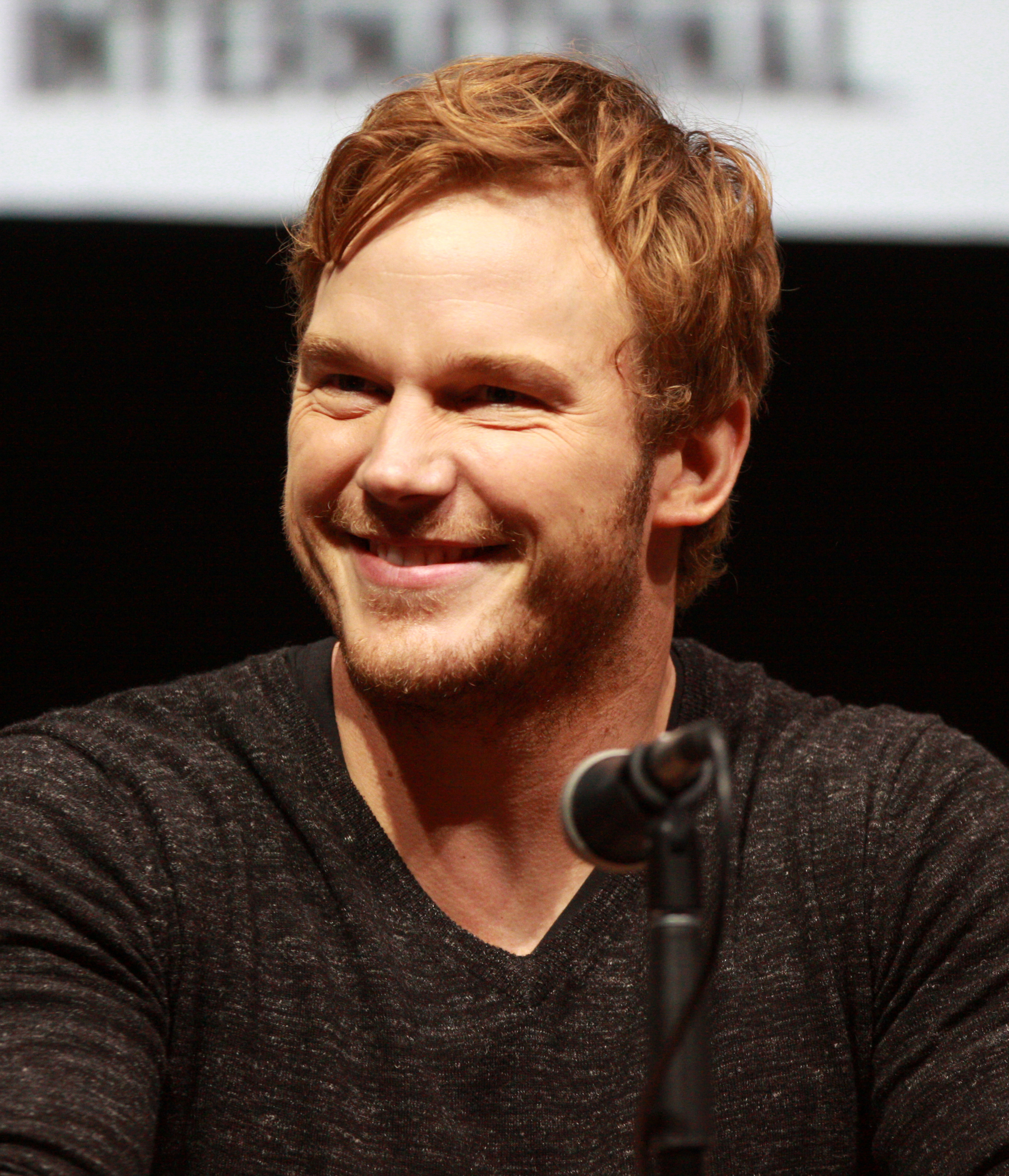
Chris Pratt incarne Star-Lord dans Les Gardiens de la Galaxie (2014).

Interprété par Chris Pratt dans l'univers cinématographique Marvel
- 2014 : Les Gardiens de la Galaxie réalisé par James Gunn
- 2017 : Les Gardiens de la Galaxie Vol. 2 réalisé par James Gunn
- 2018 : Avengers: Infinity War d'Anthony et Joe Russo
- 2019 : Avengers: Endgame d'Anthony et Joe Russo
- 2022 : Thor: Love and Thunder de Taika Waititi
- 2022 : Les Gardiens de la Galaxie : Joyeuses Fêtes réalisé par James Gunn
- 2023 : Les Gardiens de la Galaxie Vol. 3 réalisé par James Gunn

### Télévision
- 2012 : Avengers : L'équipe des super-héros (série d'animation)
- 2013 : Ultimate Spider-Man (série d'animation)
- 2014 : Avengers Rassemblement (série d'animation)
- 2015 : Les Gardiens de la Galaxie (série d'animation)

### Jeux vidéo
- 2013 : Marvel Heroes
- 2013 : Lego Marvel Super Heroes
- 2014 : Disney Infinity: Marvel Super Heroes et dans le MMO Hack-n-Slash Marvel Heroes édité par Gazillion.
- 2016 : Marvel Avengers Academy (en)
- 2017 : Guardians of the Galaxy: The Telltale Series
- 2017 : Lego Marvel Super Heroes 2
- 2019 : Marvel Ultimate Alliance 3 : The Black Order
- 2021 : Marvel's Guardians of the Galaxy

### Fiction audio
2021 : Marvel's Wastelanders - Old Man Star-Lord, interprété par Timothy Busfield